# شاي القنب
شاي القنب (المعروف أيضًا باسم شاي الحشيش، شاي الماريجوانا، أو مغلي القنب) هو مشروب ممزوج بالقنب يُحضر بنقع أجزاء مختلفة من نبات القنب في ماء ساخن أو بارد. يُعتبر شاي القنب شكلاً بديلاً شائعًا لتحضير واستهلاك نبات القنب، المعروف أكثر باسم الماريجوانا أو الحشيش. لطالما عُرف هذا النبات كدواء عشبي يستخدمه المختصون الصحيون في جميع أنحاء العالم لتخفيف أعراض الأمراض، بالإضافة إلى كونه عقارًا نفسيًا يُستخدم لأغراض ترفيهية وفي التقاليد الروحية. على الرغم من أنه أقل شيوعًا من الطرق الشائعة مثل التدخين أو تناول المأكولات القنبية، إلا أن شرب شاي القنب يمكن أن ينتج تأثيرات علاجية جسدية وعقلية مماثلة. وترجع هذه التأثيرات إلى محتوى الشاي من مواد THC وCBD، والتي تعتمد بشكل كبير على تقنيات التحضير الفردية التي تتضمن الحجم، كمية القنب، ومدة الغليان. كما هو الحال مع أشكال تناول القنب الأخرى، يتضمن شاي القنب عنصر التسخين قبل الاستخدام. نظرًا للطبيعة غير الشائعة لهذا النوع من استهلاك القنب في العصر الحديث (على عكس الاستخدام التاريخي) وكذلك مسألة الشرعية القانونية للقنب في جميع أنحاء العالم، فإن الأبحاث المتاحة حول تركيبة شاي القنب محدودة وتعتمد بشكل عام على ما هو معروف عن القنب من الناحية النباتية.

## الطب الشعبي
استُخدم شاي القنب لقرون في الطب الشعبي حيث كان يُعتقد أنه علاج للروماتيزم، التهاب المثانة، والأمراض البولية المختلفة. 
في مقال نُشر في مجلة Nature، يُقدَّر أن القنب استُخدم طبيًا لما يقرب من 12,000 عام. أقدم إشارة مؤكدة للقنب الطبي تعود إلى حوالي 2700 قبل الميلاد في الصين القديمة. هناك دليل يعود إلى حوالي 190 ميلادية يشير إلى أن الطبيب الصيني هوا تو استخدم مستحلبًا من الشاي والنبيذ لتخدير مريض أثناء الجراحة.
وفقًا لتقرير قصير نُشر في Journal of Ethnopharmacology، بناءً على أبحاث زياس وآخرين حول استخدام القنب في الولادة القديمة، يُقال إن القنب استُخدم لمساعدة النساء أثناء الولادة. يتعلق التقرير باكتشاف أنثروبولوجي لأم أثناء الولادة يعود تاريخه إلى القرن الرابع الميلادي، حيث جاء فيه: "نفترض أن الرماد الموجود في القبر كان قنبًا، تم حرقه في وعاء واستخدامه كمستنشق لتسهيل عملية الولادة." تقليديًا، استخدمت النساء الجامايكيات شاي القنب كعلاج للغثيان الصباحي المرتبط بالحمل. لا توجد أدلة تشير إلى أن القنب يُعتبر دواءً للإجهاض.